# Gökçeyurt, Bergama
Gökçeyurt là một xã thuộc huyện Bergama, tỉnh İzmir, Thổ Nhĩ Kỳ. Dân số thời điểm năm 2010 là 76 người.